# Nastasen
Nastasen fou rei de Núbia o Kus del 335 al 315 o 310 aC amb capital a Napata. Al començament del seu regnat un cap egipci anomenat Kambasawden va envair la Baixa Núbia però fou rebutjat pel rei, i amb el tresor acumulat a la victòria va fer un temple al deu Ammó. Altres texts esmenten combats amb pobles del desert, en les quals el rei apareix sempre com a victoriós.
Fou el successor del rei Akhraten (350-335 aC) i el va succeir Aktisanes (v. 315 o 310-270 aC)